# Kyle Fogg
Kyle Fogg (Brea, 27 januari 1990) is een Amerikaans basketballer.

## Carrière

### Club
Fogg speelde collegebasketbal voor de Arizona Wildcats van 2008 tot 2012. Hij werd niet gekozen in de NBA-draft dat jaar maar speelde in de NBA Summer League voor de Houston Rockets. Op 24 september tekende hij een contract bij de Rockets maar dat werd op 14 oktober al weer ontbonden. Op 1 november tekende hij een contract bij de Rio Grande Valley Vipers waarmee hij de D-League won. Hij werd op 29 augustus 2013 in de eerste ronde als zesde gekozen door de Delaware 87ers in de NBA D-League Expansion Draft maar zou nooit voor hen tekenen.
Op 30 september 2013 tekende hij een contract bij de Denver Nuggets maar zou op 16 oktober zijn contract al ontbonden zien. Hij tekende daarop bij Korikobrat in de Finse competitie en won met hen de landstitel en was de beste schutter in de competitie. Na een seizoen maakte hij de overstap naar de Belgische competitie en tekende bij de Antwerp Giants. Voor het seizoen 2015/16 tekende hij bij Eisbären Bremerhaven in de Duitse eerste klasse en werd de beste schutter dat seizoen.
In 2016 tekende hij bij het Spaanse Baloncesto Málaga waarmee hij in de Spaanse eerste klasse uitkwam en de EuroCup won. In 2017 maakte hij de overstap naar de Chinese competitie en tekende bij Guangzhou Long-Lions waarmee hij uitkwam in de Chinese hoogste klasse. Na twee seizoenen tekende hij bij reeksgenoot Beijing Royal Fighters, na een seizoen bij Beijing maakte hij de overstap naar Liaoning Flying Leopards. Hij speelde in de zomer van 2022 in de NBA Summer League voor de Utah Jazz maar kreeg geen contract. Met Liaoning werd hij in 2022 Chinees landskampioen.

### The Basketball Tournament
Fogg speelde verschillende keren in de The Basketball Tournament. Hij speelde een eerste keer in het toernooi met Overseas Elite in 2015 en won meteen het toernooi. In 2016 won hij met dezelfde ploeg het toernooi een tweede keer en werd hij verkozen tot MVP. In 2017 keerde hij nogmaals terug met dezelfde ploeg en werd voor een derde keer op rij kampioen en won voor een tweede keer de MVP-titel. In 2018 won hij met Overseas Elite voor een vierde maal het toernooi. In 2019 trok hij zich na vier overwinningen terug uit TBT. Het grootste deel van het gewonnen prijzengeld schonk hij aan een goed doel.

## Erelijst
- NBA Development League-kampioen: 2013
- Fins landskampioen: 2014
- The Basketball Tournament: 2015, 2016, 2017, 2018
- The Basketball Tournament-MVP: 2016, 2017
- EuroCup-kampioen: 2017
- Chinees landskampioen: 2022, 2023